# Josef Anton Richter
Josef Anton Richter (2. srpna 1830 Varnsdorf – 13. května 1898 Raspenava) byl rakouský a český podnikatel a politik německé národnosti, ve druhé polovině 19. století poslanec Českého zemského sněmu.

## Biografie

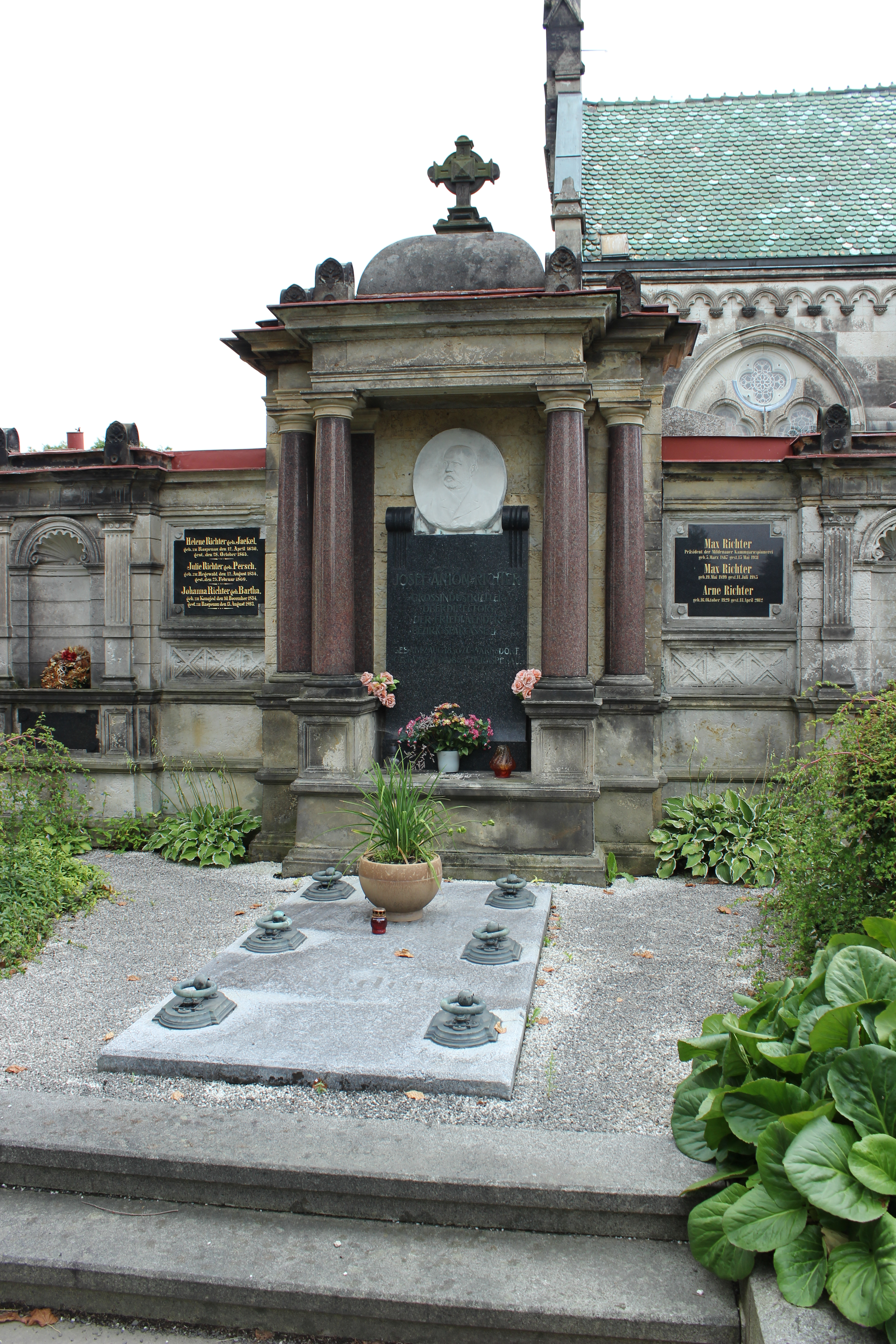
Rodinná hrobka na raspenavském hřbitově

Pocházel z podnikatelské rodiny ze severu Čech. Krátce studoval ve 4. třídě hlavní školy v Liberci. Již roku 1844 ale nastoupil do textilního obchodu svého otce Antona Richtera (1805–1877), později převzal roku 1876 vedení podniku (Moldenauer Kammgarnspinnerei Anton Richter Söhne) spolu s mladším bratrem Gustavem Richterem. Založil vlastní přádelnu česané příze v Luhu. Výrazně se angažoval ve veřejném životě. Byl členem Okresního zemědělsko-lesnického spolku ve Frýdlantu (Land- und forstwirtschaftlicher Bezirksverein) a v květnu 1870 byl zvolen jeho prvním předsedou. Funkci zastával do roku 1886 a následně byl čestným předsedou. Spoluzakládal nadaci císaře Františka Josefa a nákupní sekci, která od roku 1886 působila jako nákupní spolek (Ankaufsverein). Inicioval založení Zemědělské zimní školy ve Frýdlantu koncem roku 1886. Zasloužil se o vznik a fungování okresní spořitelny v Raspenavě, jež vznikla roku 1873 a v jejímž čele stál po třicet let. Byl členem raspenavského obecního zastupitelstva, místní školní rady a okresního zastupitelstva. Od února 1880 působil rovněž jako člen v liberecké obchodní komoře a v její radě. V komoře zasedal až do roku 1896. K výročí jeho šedesátých narozenin ho Raspenava jmenovala čestným občanem.
Patřil mu statek v Dörflu (Víska) v okrese Frýdlant a statek Schletten ve Slezsku.
V 70. letech 19. století se zapojil i do zemské politiky. Ve volbách v roce 1878 byl zvolen na Český zemský sněm za kurii venkovských obcí (obvod Frýdlant). Mandát obhájil ve volbách v roce 1883. Na členství rezignoval roku 1885. Uvádí se jako německý liberál (takzvaná Ústavní strana, liberálně a centralisticky orientovaná platforma, odmítající autonomistické aspirace neněmeckých národností).
Byl čtyřikrát ženatý a měl devět potomků, z nichž někteří dosáhli rovněž významných společenských pozic. Zemřel na sešlost věkem v květnu 1898.